# Elecciones estatales de Tlaxcala de 1992
Las Elecciones estatales de Tlaxcala de 1992 se llevaron a cabo el domingo 15 de noviembre de 1992, y en ellas se renovaron los siguientes cargos de elección popular en el estado mexicano de Tlaxcala:
- Gobernador de Tlaxcala. Titular del Poder Ejecutivo del estado, electo para un periodo de seis años no reelegibles en ningún caso, el candidato electo fue José Antonio Álvarez Lima.
- 44 Ayuntamientos. Compuestos por un Presidente Municipal y regidores, electos para un periodo de tres años no reelegibles para el periodo inmediato.
- Diputados al Congreso del Estado. Electos por mayoría relativa en cada uno de los Distrito Electorales.

## Resultados electorales

### Gobernador
|  | 3.48 % |

|  | 86.76 % |

|  | 6.94 % |

|  | 1.47 % |

|  | 1.35 % |

|  | 100.0 % |